# Ryan Ayers
Ryan Vincent Ayers (Columbus, 16 luglio 1986) è un ex cestista statunitense, professionista nella NBDL e in Europa.
È il figlio di Randy Ayers e il fratello di Cameron Ayers.